# Jesen u Baranji
Jesen u Baranji, trodnevna (petak, subota, nedjelja) kulturno-turistička manifestacija koju svake jeseni, u vrijeme kad baranjska ravnica daje obilje plodova, u Belom Manastiru organiziraju Grad Beli Manastir, Centar za kulturu i Turistička zajednica Grada Belog Manastira. Cilj manifestacije je da se afirmiraju kultura i turističke mogućnosti Grada Belog Manastira i Baranje, a to se postiže kroz prezentiranje  gastronomskih specijaliteta, prikaz djelatnosti malih poduzetnika i obrtnika, izložbe slika i rukotvorina te prikazivanje narodnih običaja i folklora.
"Jesen u Baranji" započela je 2003. godine da bi se u vrlo kratkom razdoblju razvila u značajnu manifestaciju, koja je 2005. godine imala oko 3.000 posjetitelja i 600 sudionika iz Baranje, drugih dijelova Hrvatske i inozemstva (Mađarske).
Izvori:
- Jovan Nedić: Jesen u Baranji < Baranjski leksikon, Baranjski dom, I, 62, 5 - Beli Manastir, 23-24. VIII. 2006.
- Ljiljana Habuš: Boje baranjske jeseni na belomanastirskom trgu, Baranjski dom, I, 67, 1 - Beli Manastir, 4-5. IX. 2006.
- Ljiljana Habuš: Belomanastirski trg postao velika pozornica za 450 folkloraša, Baranjski dom, I, 68, 8-9 - Beli Manastir, 6-7. IX. 2006.
- Program manifestacije "Jesen u Baranji", Turistička zajednica Grada Belog Manastira